# Frank Jerwood
Frederick Harold "Frank" Jerwood (Keighley, West Yorkshire, 29 de novembre de 1885 – Leicester, 17 de juliol de 1971) va ser un clergue i remer anglès que va competir a començaments del segle xx.
El 1908 va prendre part en els Jocs Olímpics de Londres, on guanyà la medalla de bronze en la prova del quatre sense timoner del programa de rem.